# Општина Болбоши (Горж)
Болбоши (рум. Bolboşi) општина је у Румунији у округу Горж.
Oпштина се налази на надморској висини од 231 m.